# La pietra del paragone

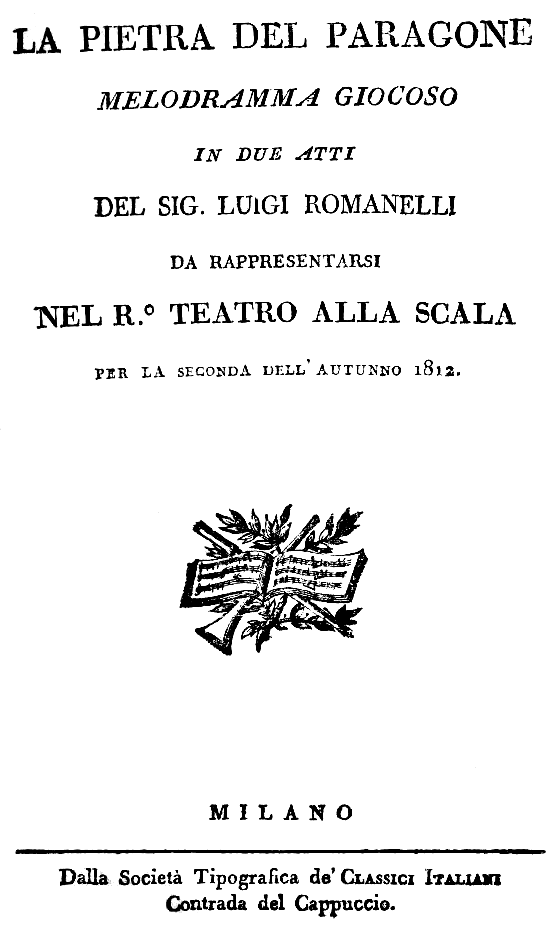
Librettots titelsida, Milano 1812.

La pietra del paragone (Kärlek på prov eller Prövostenen) är en opera (melodramma giocoso) i två akter med musik av Gioacchino Rossini och libretto av Luigi Romanelli. 

## Historia
Med denna opera kunde Rossini sätta upp sina verk på operahuset La Scala i Milano. Uppdraget att komponera operan fick han tack vare sångarna Maria Marcolini och Filippo Galli, vilka båda hade sjungit i hans tidigare verk. Librettisten Luigi Romanelli var anställd på La Scala och bidrog med texten. Operan hade premiär den 26 september 1812 och blev en stor succé. Operan spelades 53 gånger och vid den sista föreställningen krävde publiken repris av sju musiknummer. Under de följande 20 år kom operan att uppföras i otaliga italienska städer. Men även i Barcelona 1821, i Palma de Mallorca 1825 och i Madrid 1826. En tysk version med namnet Der Prüfstein spelades i München 1817. Vidare spelades operan i Porto, Paris, Wien, Lissabon, Graz, Berlin och Mexico City.
La pietra del paragone utgör höjdpunkten bland Rossinis tidigare operor. Den innebar också hans egentliga genombrott i Italien. Kejsare Napoleons vicekung i Milano, Eugène de Beauharnais, blev så imponerad av operan att han skrev till inrikesministern och frikallade Rossini från militärtjänsten. Han menade att "vi kanske missar en medioker soldat, men vi räddar verkligen ett geni för nationens räkning."
Svensk premiär var den 15 juli 1970 på Drottningholms slottsteater. Den 7 oktober 1978 spelades operan på Kungliga Operan i Stockholm (på Södra Teatern).

## Personer
- Greve Asdrubale (bas)
- Baronessan Aspasia (sopran)
- Fabrizio (bas)
- Pacuvio (baryton)
- Donna Fulvia (mezzosopran)
- Clarice (kontraalt)
- Giocondo (tenor)
- Macrobio (baryton)

## Om operan

### Texten
Bakom den egentliga handlingen döljer sig en litterär-musikalisk debatt. De tre beundrarna Macrobio, Pacuvio och Giocondo är alla författare och deras namn är karikatyrer. Den negativt tecknade Macrobio är en anspelning på den romerska filosofen Macrobius Ambrosius Theodosius, Pacuvios namne är den romerske skalden Marcus Pacuvius, och namnet Gioconda är det italienska ordet för "munter". Dessa anspelningar kan hänsyfta på den opera som spelades omedelbart före La pietra del paragone på La Scala: Le bestie in uomini av Giuseppe Mosca. Båda operorna liknar varandra i rollkonstellationer och i rollnamn. 

### Musiken
Orkestern består av:
- Träblås: två flöjter, en piccolaflöjt, två oboer, två klarinetter, fagott
- Bleckblås: två valthorn, två trumpeter
- Slagverk: pukor, bastrumma, cymbaler
- Stråkar
- Basso continuo

Operan innehåller följande musiknummer:
- Sinfonia (ouvertyr)

Akt I
- Förspel I: "Non v'è del Conte Asdrubale" (Scen 1)
- Duett (Macrobio, Giocondo): "Mille vati al suolo io stendo" (Scen 3)
- Cavatina (Clarice): "Eco pietosa" (Scen 4)
- Cavatina (Greven): "Se di certo io non sapessi" (Scen 5)
- Duett (Clarice, Greven): "Conte mio, se l'eco avesse" (Scen 6)
- Aria (Pacuvio): "Ombretta sdegnosa del Missipipì" (Scen 8)
- Kvartett (Clarice, Greven, Giocondo, Macrobio): "Voi volete, e non volete" (Scen 12)
- Aria (Macrobio): "Chi è colei che s'avvicina?" (Scen 14)
- Kör: "Il Conte Asdrubale" (Scene 15)
- Final I:
  - I: "Su queste piante incisi" (Scene 15)
  - II: "Oh caso orribile!" (Scen 15)
  - III: "Non serve a vil politica" (Scen 18)
  - IV: "Marchesina... Contessina... (Scen 18)
  - V: "Viva, viva! / In un cantone" (Scen 19)

Akt II
- Förspel II: "Lo stranier con le pive nel sacco" (Scen 1)
- Jägarkör: "A caccia, o mio signore" (Scen 3)
- Temporale (Pacuvio): "Sì, sì, ci parleremo" (Scen 3)
- Scen och aria (Giocondo): "Oh come il fosco impetuoso nembo – Quell'alme pupille" (Scen 4)
- Kvintett (Clarice, Baronin, Giocondo, Macrobio, Greven): "Spera, se vuoi, ma taci" (Scen 5)
- Sonett (Clarice): "Sognai di Cimarosa, ahi vista amara!" (Scen 10)
- Aria (Fulvia): "Pubblico fu l'oltraggio" (Scen 11)
- Terzett (Macrobio, Giocondo, Greven): "Prima fra voi coll'armi" (Scen 12)
- Marsch, scen och aria (Clarice): "Se l'itale contrade" (Scen 15)
- Aria (Greven): "Ah! se destarti in seno" (Scen 18)
- Final II: "Voi Clarice? / Qual inganno!" (Scen 19)

Rossini skulle sin vana trogen återanvända delar av musiken i sina senare operor. Ouvertyren använde han några månader senare för Tancredi. Musiken till oväderscenen använde han i L'occasione fa il ladro och i Barberaren i Sevilla. Terzetten återfinns i La gazzetta. För ovanlighetens skull sjungs inte huvudrollen Asdrubale av en tenor, utan av en bas, medan operans enda tenor får nöja sig med bifiguren Gioconda. På liknande sätt är inte den kvinnliga huvudrollen en sopran utan en kontraalt. En liknande konstellation återfinns i Turken i Italien. Pacuvios aria "Ombretta sdegnosa del Missipipì" blev så populär att den efter några år sågs som en folkmelodi och Rossinis upphovsrätt glömdes bort.